# Margilan

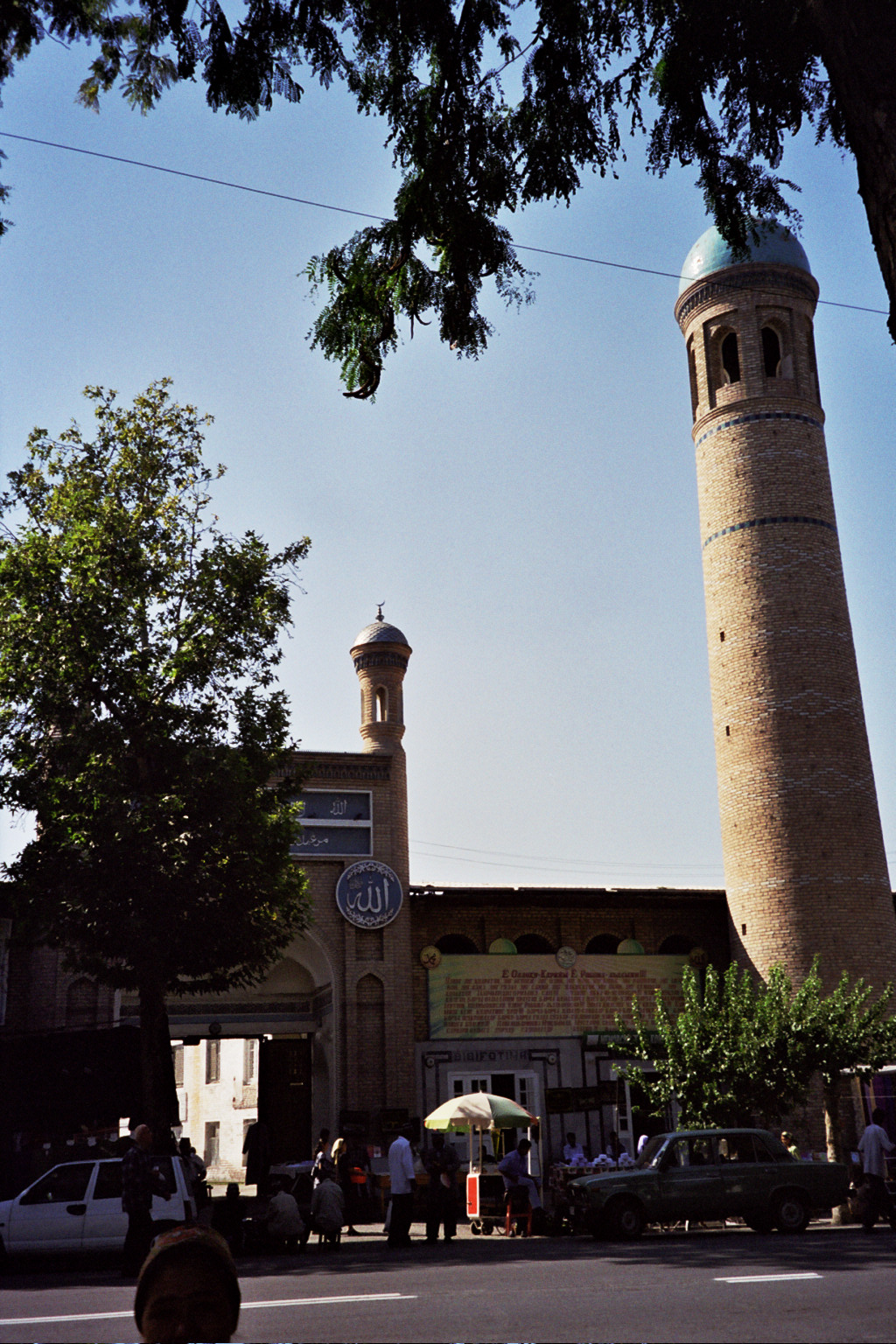
Moské i Margilan

Margilan (Marg'ilon på uzbekiska) är en stad i Ferganadalen, i provinsen Fergana, i östra Uzbekistan, med 145 000 invånare (2000). Staden är över 2000 år gammal. Margilans handelsmän var historiskt viktiga aktörer i Centralasiens handel i allmänhet och handeln med siden i synnerhet. De var kända för sin täta sammanhållning och även under Sovjettiden var Margilan centrum för Uzbekistans svarta ekonomi. Silkesproduktion och sidenvävning har alltid varit viktiga näringar för staden. Margilan var liksom Namangan känt för att islam hade en speciellt stark ställning. Vid tiden för den ryska erövringen fanns ett flertal madrasa och över 200 moskéer. Den övervägande majoriteten av dessa förföll eller användes till annat under den sovjetiska tiden.